# 에스퓨얼셀
에스퓨얼셀(영어: S Fuelcell Co., Ltd.)는 대한민국의 수소연료전지 기업이다. 본사는 경기도 성남시 분당구 판교역로241번길 20 3층(삼평동, 미래에셋벤처타워)에 위치해 있으며 대표이사는 홍성민이다. 5kW~10kW급 수소연료전지를 공급한다. 2023년 부터 그린수소 생산 시설 구축을 추진중에 있다

## 자회사
- 에스모빌리티[5]

## 참고 문헌
1. ↑  “기업분석 에스퓨얼셀” (PDF). 《한국IR협의회 기업리서치센터》. 2023년 4월 28일. 2025년 4월 23일에 확인함.
2. ↑  “수소전문기업 제1기로 선정···연료전지업계 세계 최고 꿈꿔”. 《가스뉴스》. 2023년 2월 22일. 2025년 4월 23일에 확인함.
3. ↑  “에스퓨얼셀, 'H2 MEET' 참가…수소 연료전지 기술 및 제품 공개”. 《머니투데이》. 2023년 9월 13일. 2025년 4월 23일에 확인함.
4. ↑  “에스퓨얼셀, 韓 세계 최고 비백금 전극 촉매 개발 '액체 연료전지고성능' 확보...삼성과 그린수소 구축 부각”. 《서울경제》. 2023년 12월 21일. 2025년 4월 23일에 확인함.
5. ↑  “COMPANY REPORT 에스퓨얼셀” (PDF). 《신한투자증권》. 2024년 3월 27일. 2025년 4월 23일에 확인함.